# Danielle Beaubrun
Danielle Beaubrun (ur. 6 maja 1990)  – pływaczka z Saint Lucia, olimpijka.
Wzięła udział w Letnich Igrzyskach Olimpijskich 2008. Wystartowała  na 100 m stylem klasycznym (odpadła w eliminacjach). W swoim wyścigu eliminacyjnym uzyskała czas 1:12,85 i zajęła 3. pozycję, jednak nie zakwalifikowała się do dalszej rywalizacji. Ostatecznie została sklasyfikowana na 42. miejscu w gronie 49. uczestniczek.
4 lata później wzięła udział w igrzyskach olimpijskich w Londynie. Uczestniczyła w tej samej konkurencji. W eliminacjach, w swoim wyścigu była 6. z czasem 1:11,12. Została sklasyfikowana na 36. miejscu wśród 46. zawodniczek.